# Parafia św. Pawła Apostoła w Zabrzu Pawłowie
Parafia świętego Pawła Apostoła w Zabrzu Pawłowie – parafia w dekanacie Kochłowice w archidiecezji katowickiej. Została erygowana 1 sierpnia 1925 roku. 